# On the Radio (Regina Spektor)
On the Radio è un singolo della cantante statunitense Regina Spektor, pubblicato nel 2006 ed estratto dall'album Begin to Hope.
Il coro contiene riferimenti alla canzone November Rain dei Guns N' Roses.

## Tracce
- Download digitale

1. On the Radio - 3:23